# National Board of Review Awards 1986
La 58ª edizione dei National Board of Review Awards si è tenuta il 9 febbraio 1987.

## Classifiche

### Migliori dieci film
- Hannah e le sue sorelle (Hannah and Her Sisters), regia di Woody Allen
- Peggy Sue si è sposata (Peggy Sue Got Married), regia di Francis Ford Coppola
- La mosca (The Fly), regia di David Cronenberg
- My Beautiful Laundrette - Lavanderia a gettone (My Beautiful Laundrette), regia di Stephen Frears
- Figli di un Dio minore (Children of a Lesser God), regia di Randa Haines
- Camera con vista (A Room With A View), regia di James Ivory
- Mission (The Mission), regia di Roland Joffé
- Stand by Me - Ricordo di un'estate (Stand By Me), regia di Rob Reiner
- Il colore dei soldi (The Color of Money), regia di Martin Scorsese
- Round Midnight - A mezzanotte circa ('Round Midnight), regia di Bertrand Tavernier

### Migliori film stranieri
- Miss Mary, regia di María Luisa Bemberg
- Lui portava i tacchi a spillo (Tenue de soirée), regia di Bertrand Blier
- Uomini (Männer...), regia di Doris Dörrie
- Ginger e Fred, regia di Federico Fellini
- Otello, regia di Franco Zeffirelli

## Premi
- Miglior film: Camera con vista (A Room With A View), regia di James Ivory
- Miglior film straniero: Otello, regia di Franco Zeffirelli
- Miglior attore: Paul Newman (Il colore dei soldi)
- Miglior attrice: Kathleen Turner (Peggy Sue si è sposata)
- Miglior attore non protagonista: Daniel Day-Lewis (My Beautiful Laundrette - Lavanderia a gettone e Camera con vista)
- Miglior attrice non protagonista: Dianne Wiest (Hannah e le sue sorelle)
- Miglior regista: Woody Allen (Hannah e le sue sorelle)
- Premio alla carriera: Jack Lemmon